# Sorribas (Piloña)
Sorribas (asturisch Soribes) ist eines von 24 Parroquias in der Gemeinde Piloña der autonomen Region Asturien in Spanien.
Die 130 Einwohner (2011) leben in 11 Dörfern auf einer Fläche von 4,86 km2; 8,6 km von Infiesto, dem Verwaltungssitz der Gemeinde Piloña entfernt. Der Río Piloña fließt durch das Parroquia.

## Sehenswürdigkeiten
- Kirche San Pablo in Sorribas
- Kapelle San Gregorio in Cua
- Schloss Palacio de Sorribas

## Dörfer und Weiler in der Parroquia
- Cua – 36 Einwohner 2011 43° 22′ 6″ N, 5° 14′ 18″ W
- Sorribas – 19 Einwohner 2011 43° 22′ 6″ N, 5° 15′ 22″ W
- Ardavin (Ardabín)- 2 Einwohner 2011
- Brez – 1 Einwohner 2011
- El Cotal – 23 Einwohner 2011
- La Espilonga – 7 Einwohner 2011
- La Ferrera – 14 Einwohner 2011
- Los Riegos – 1 Einwohner 2011
- El Robledal – 14 Einwohner 2011
- Sabilde – 13 Einwohner 2011
- Solapeña de Sorribas – unbewohnt 2011